# Gorham (Maine)
Gorham ist eine Town im Cumberland County des Bundesstaates Maine in den Vereinigten Staaten. Im Jahr 2020 lebten dort 18.336 Einwohner in 6.764 Haushalten auf einer Fläche von 132,8 km².
Gorham ist Teil der Portland–South Portland–Biddeford Metropolitan Statistical Area. Einer der drei Campi der University of Southern Maine befindet sich in Gorham.

## Geografie
Nach dem United States Census Bureau hat der Ort eine Gesamtfläche von 132,8 km², von denen 131,2 km² Land und 1,6 km² (1,23 % der Gesamtfläche) Wasser sind. Gorham liegt im Wassereinzugsgebiet des Little Rivers und des Stroudwater Rivers.

### Geografische Lage
Gorham liegt im Südwesten des Cumberland Countys. Zwischen dem Sebago Lake im Norden und der Casco Bay im Süden. An beide reicht das Gebiet der Town jedoch nicht heran. Entlang der nordöstliche Grenze der Town fließt in südöstliche Richtung der Pleasant River der bei Falmouth in die Casco Bay mündet. Mehrere kleinere Flüsse fließen in nordöstlicher Richtung und münden in den Pleasant River. Im Norden liegt der Dundee Pond der durch den Pleasant River durchflossen wird. Die Oberfläche der Town ist eben, ohne besondere Erhebungen.

### Nachbargemeinden
Alle Entfernungen sind als Luftlinien zwischen den offiziellen Koordinaten der Orte aus der Volkszählung 2010 angegeben.
- Nordosten: Windham, 7,3 km
- Osten: Westbrook, 12,4 km
- Südosten: Scarborough, 15,3 km
- Südwesten: Buxton, York County, 8,7 km
- Nordwesten: Standish, 13,5 km

### Stadtgliederung
In Gorham gibt es mehrere Siedlungsgebiete: Babb Corner, Dayton, Dog Corner, Fort Hill, Gag Corner, Gorham (Gorham Village), Little Falls, Mosher Corner (Moshers Corner), North Gorham, Shaw Mills (Shaws Mill), South Gorham (ehemals Parkers Corners), West Gorham, White Rock und Winship Corner (Winship's Corner; ein ehemaliges village).

### Klima
Die mittlere Durchschnittstemperatur auf Gorham liegt zwischen −7,8 °C (18° Fahrenheit) im Januar und 20,0 °C (68° Fahrenheit) im Juli. Damit ist der Ort gegenüber dem langjährigen Mittel der USA um etwa 9 Grad kühler. Die Schneefälle zwischen Oktober und Mai liegen mit bis zu zweieinhalb Metern mehr als doppelt so hoch wie die mittlere Schneehöhe in den USA; die tägliche Sonnenscheindauer liegt am unteren Rand des Wertespektrums der USA.

## Geschichte

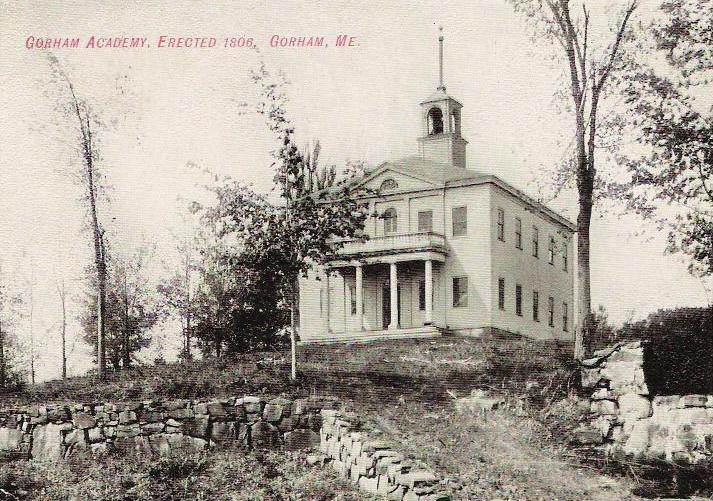
Academy Building (1806)

Zuerst Narragansett Number 7 genannt, war der Ort einer der sieben Townships, die vom Massachusetts General Court an Soldaten (oder ihre Erben) vergeben wurden, die im Narragansett War (King Philip’s War) 1675 gekämpft hatten. Zuerst siedelte 1736 der Kapitän John Phinney und seine Familie auf diesem Land, gefolgt von Hugh McLellan und Daniel Mosher 1738. 1743 wurde das erste Sägewerk von John Gorham am Little River gegründet. Ohne Fensterglas wurden die ersten Wohnungen aus Holz gebaut, wobei die Zwischenräume mit Moos und Ton verfüllt wurden.
Narragansett Number 7 erlebte 1745 seinen ersten Indianerangriff, bei dem das Versammlungshaus und das Sägewerk angezündet wurden. Der zweite Angriff folgte 1746, hierbei wurden fünf Kolonisten getötet und drei entführt. Die Angriffe endeten schließlich während der Franzosen- und Indianerkriege mit dem Pariser Frieden 1763. Genannt Gorhamtown Plantation zu Ehren von Kapitän John Gorham, wurde der Ort als Gorham am 30. Oktober 1764 unabhängig. Gorham annektierte 1831 und 1839 Land von Standish und 1864 von Scarborough. Gorham wurde zum Namensvetter von Gorham in New Hampshire, das 1836 unabhängig wurde.
Der gute Boden förderte die Landwirtschaft und zahlreiche Wasserfälle versorgten Wasserkraftwerke für die Industrie. Der Ort entwickelte sich zu einem Produktionszentrum, mit Portland als nahem Markt. Dort wurden Produkte wie Textilien, Kleidung, Teppiche, Holz, Fässer, Stühle, Kutschen, Fuhrwerke und Schlitten hergestellt. Es gab auch eine Boxfabrik, eine Maiseinkochfabrik, eine Holzschliffmühle, eine Backsteinmanufaktur, eine Gerberei und Granit- sowie Marmorfabriken. Der Oxford and Cumberland Canal öffnete 1829, wobei er Casco Bay mit dem Sebago Lake verband, obwohl er 1871 nicht weiterbetrieben wurde, weil er durch die York and Cumberland Railroad veraltet wurde (später die Portland and Rochester Railroad) die 1851 nach Gorham kam. Heute nicht mehr in Betrieb, sind die früheren Gleisbetten der Eisenbahn. Sie werden heute als multifunktionaler Erholungsweg genutzt. Am 12. September 1870 fuhr der erste Zug der Portland and Ogdensburg Railroad (heute Teil der Maine Central Railroad) zwischen Portland und Sebago Lake.
1803 wurde die Gorham Academy gegründet. Von Samuel Elder gestaltet, wurde das Academy Building 1806 im Federal Style errichtet. Die Institution entwickelte sich zur Western Maine Normal School und später zum Gorham State Teachers College. Heute ist die University of Southern Maine in Gorham ansässig.
Gorham hat heute eine kleinere Industrieinfrastruktur, als es früher hatte. Die Mehrheit der Industrie liegt an der Grenze zu Westbrook und viele der Mühlen, die früher entlang des Presumpscot Rivers existierten, sind heute durch den Dundee Dams überflutet. In jüngster Zeiten stieg die Berühmtheit von Gorham als Trabantenstadt von Portland. Seine Einwohner und Stadtabgeordneten wurden mit verschiedensten Streitfragen konfrontiert, um das Vorstadtwachstum in einer historischen Landstadt zu managen.

### Einwohnerentwicklung
| Volkszählungsergebnisse – Town of Gorham, Maine | Volkszählungsergebnisse – Town of Gorham, Maine | Volkszählungsergebnisse – Town of Gorham, Maine | Volkszählungsergebnisse – Town of Gorham, Maine | Volkszählungsergebnisse – Town of Gorham, Maine | Volkszählungsergebnisse – Town of Gorham, Maine | Volkszählungsergebnisse – Town of Gorham, Maine | Volkszählungsergebnisse – Town of Gorham, Maine | Volkszählungsergebnisse – Town of Gorham, Maine | Volkszählungsergebnisse – Town of Gorham, Maine | Volkszählungsergebnisse – Town of Gorham, Maine |
| Jahr                                            | 1800                                            | 1810                                            | 1820                                            | 1830                                            | 1840                                            | 1850                                            | 1860                                            | 1870                                            | 1880                                            | 1890                                            |
| ----------------------------------------------- | ----------------------------------------------- | ----------------------------------------------- | ----------------------------------------------- | ----------------------------------------------- | ----------------------------------------------- | ----------------------------------------------- | ----------------------------------------------- | ----------------------------------------------- | ----------------------------------------------- | ----------------------------------------------- |
| Einwohner                                       | 2503                                            | 2632                                            | 2795                                            | 2988                                            | 3001                                            | 3088                                            | 3252                                            | 3351                                            | 3233                                            | 2888                                            |
| Jahr                                            | 1900                                            | 1910                                            | 1920                                            | 1930                                            | 1940                                            | 1950                                            | 1960                                            | 1970                                            | 1980                                            | 1990                                            |
| Einwohner                                       | 2540                                            | 2822                                            | 2870                                            | 3035                                            | 3494                                            | 4742                                            | 5767                                            | 7839                                            | 10101                                           | 11856                                           |
| Jahr                                            | 2000                                            | 2010                                            | 2020                                            | 2030                                            | 2040                                            | 2050                                            | 2060                                            | 2070                                            | 2080                                            | 2090                                            |
| Einwohner                                       | 14141                                           | 16381                                           | 18336                                           |                                                 |                                                 |                                                 |                                                 |                                                 |                                                 |                                                 |

## Kultur und Sehenswürdigkeiten

### Bauwerke

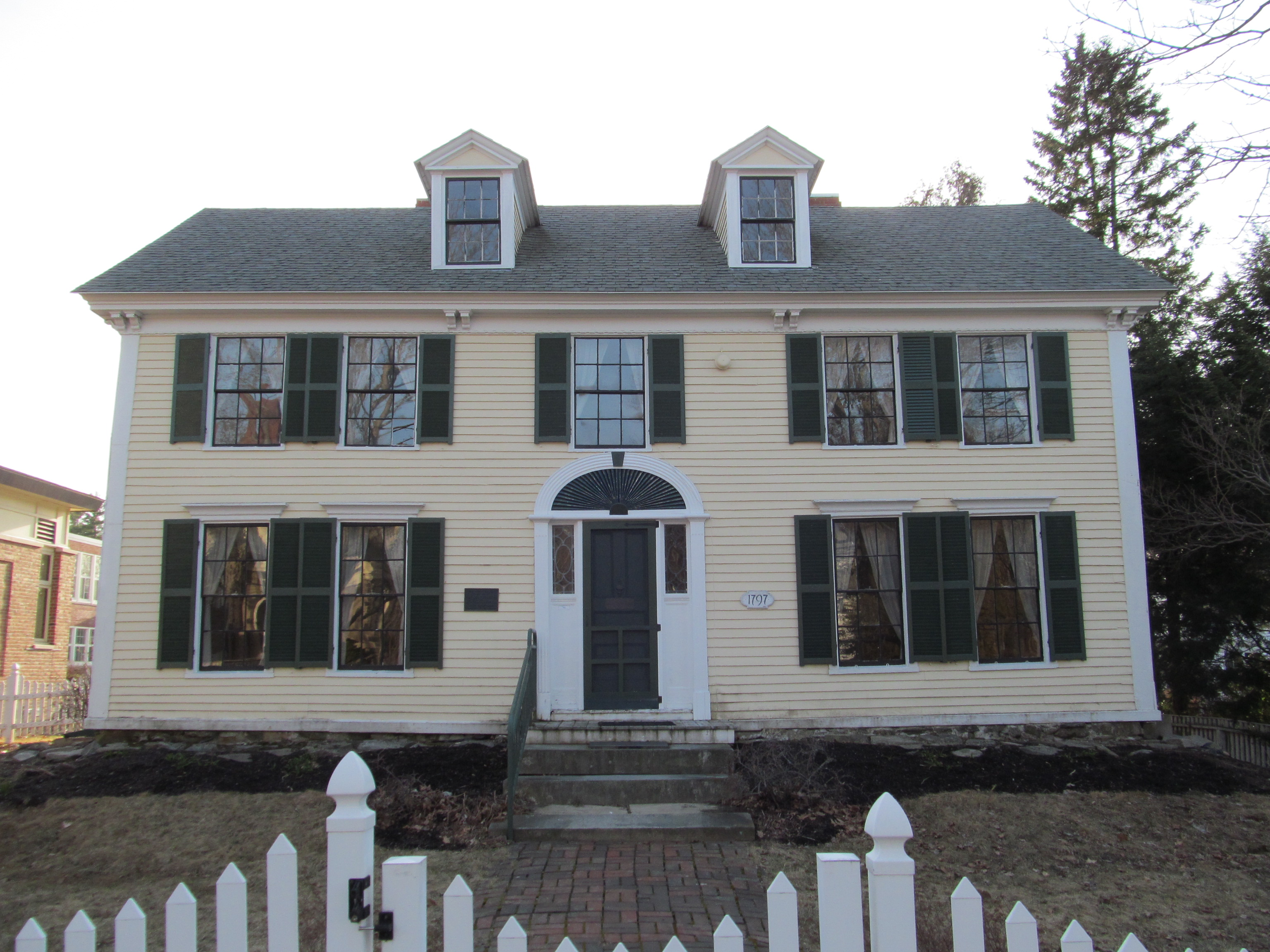
Baxter House

Drei Distrikte und sieben Bauwerke stehen unter Denkmalschutz und wurden ins National Register of Historic Places aufgenommen.
als Distrikt
- Gorham Historic District, aufgenommen 1992, Register-Nr. 92001298
- South Street Historic District, aufgenommen 1988, Register-Nr. 88000398
- Gorham Campus Historic District, aufgenommen 1978, Register-Nr. 78000171

weitere Bauwerke
- Academy Building, aufgenommen 1973, Register-Nr. 73000111
- Art Gallery, aufgenommen 1972, Register-Nr. 72000071
- Babb's Bridge, aufgenommen 1976, Register-Nr. 09000088
- Baxter House, aufgenommen 1979, Register-Nr. 79000135
- Isaac W. Dyer Estate, aufgenommen 1998, Register-Nr. 98000307
- Stephen Longfellow House, aufgenommen 1984, Register-Nr. 84001365
- McLellan House, aufgenommen 1972, Register-Nr. 72000073

## Wirtschaft und Infrastruktur

### Verkehr
Durch Gorham verläuft in nordsüdlicher Richtung der U.S. Highway 202. Er verbindet die Town mit Agusta im Norden und Rochester im Süden. In nordwestlicher Richtung zweigt die Maine State Route 25 der Ossipee Trail ab.

### Öffentliche Einrichtungen
In Gorham gibt es mehrere medizinische Einrichtungen, die auch für die Bewohner der umliegenden Gebiete als medizinische Einrichtung Anlaufstellen sind. Weitere Krankenhäuser finden sich in Portland und Yarmouth.
Gorham besitzt eine eigene Bibliothek. Die Baxter Memorial Library wurde 1908 erbaut. Es war eine Spende von Phinney Baxter. Das Bibliotheksgebäude wurde aus rosafarbenem Granit errichtet und das Innere ist in Roteiche gehalten.

### Bildung
Das Gorham School Department ist für die Schulbildung in der Town zuständig.
In Gorham stehen folgende Schulen zur Verfügung:
- Gorham High School
- Gorham Middle School
- Great Falls Elementary School
- Narragansett Elementary School
- Village Elementary School

## Persönlichkeiten

### Söhne und Töchter der Stadt
- James Phinney Baxter (1831–1921), Historiker und Bürgermeister
- Hiram Edson (1806–1888), Siebenten-Tags-Adventist
- Stephen Longfellow (1775–1849), Kongressabgeordneter
- James Mann (1822–1868), Politiker
- Frederick Robie (1822–1912), Gouverneur von Maine
- Frederick Robie junior (1893–1964), Politiker
- Edward Weston (1846–1918), Bogenschütze
- Ellen Gould Harmon White (1827–1915), Mitbegründerin der Siebenten-Tags-Adventisten
- Horace Wilson (1843–1927), Hochschullehrer und Baseball-Promoter

### Persönlichkeiten, die vor Ort gewirkt haben
- Percival Proctor Baxter (1876–1969), Gouverneur von Maine
- Peter A. Garland (1923–2005), Politiker
- Edwin Hall (1855–1938), Physiker

## Sehenswürdigkeiten
- Baxter House Museum
- Gorham Historical Society & Rail Museum
- University of Southern Maine Art Galleries